# Ratcha-Letchkhoumie et Basse Svanétie
La région de Ratcha-Letchkhoumie et Basse Svanétie, (en géorgien : რაჭა-ლეჩხუმი და ქვემო სვანეთი, phonétiquement ratcha-létchkhoumi da kvemo svaneti), est une région administrative du nord-ouest de la Géorgie, particulièrement montagneuse. Sa capitale est Ambrolaouri. Elle comprend les provinces historiques de Ratcha, de Letchkhoumie et partiellement de Svanétie.
Elle a été amputée d'une partie de sa superficie par la sécession de l’Ossétie du Sud qui, pour la Géorgie et la grande majorité des pays de l'ONU, est une région autonome faisant partiellement partie de Ratcha-Letchkhoumie et Basse Svanétie.

## Géographie

Le lac de retenue de Chaori

Située au nord-ouest de la Géorgie, cette région est entourée de montagnes de tous côtés. Elle occupe la haute vallée du Rioni, fleuve descendu du Caucase qui se jette dans la Mer Noire à Poti, après avoir arrosé Koutaïssi. Au nord, la frontière avec la fédération de Russie (républiques de Kabardino-Balkarie et d’Ossétie du Nord) suit sensiblement la ligne de partage des eaux de la chaîne du Grand Caucase. À l’est, la chaîne de Likhi sépare la Ratcha-Letchkhoumie et Basse Svanétie de la région géorgienne de Kartlie intérieure. Au sud, elle est contigüe à la région d’Iméréthie. À l’ouest, les chaînes de Svanétie et d'Egrissi marquent sa limite avec la région de Mingrélie-Haute Svanétie.
Toute la région est couverte d'épaisses forêts et d'alpages. On y trouve en abondance lacs, rivières, cascades, grottes qui attirent les spéléologues; deux d'entre elles, découvertes en 2001, offrent plus de cinq kilomètres de galeries. Les sources d’eaux minérales y sont également nombreuses. La Haute Ratcha est une région de haute montagne, qui abrite des stations climatiques datant de l'époque soviétique. Parmi celles-ci, Outséra dispose de vingt-huit sources minérales, tandis que Chovi, située au pied du mont Mamisoni qui culmine à 3 426 m, est devenue une villégiature estivale appréciée des habitants de la capitale.

### Climat
L'altitude détermine le climat des différentes composantes de la région. En Ratcha, au climat humide (le taux moyen annuel d’humidité est par exemple de 76 % à Ambrolaouri), les hivers sont longs et froids, tandis que les étés, assez brefs, sont chauds. En Letchkhoumie, l'influence maritime maintient un climat de type subtropical, modérément humide. Au-delà de 2 000 m, le climat de haute montagne est rencontré, sans véritable été, mais avec neiges éternelles et glaciers. À Tsagueri, Ambrolaouri et Oni, les températures moyennes annuelles se situent autour de 11 °C, avec − 1,4 °C en janvier et +20,4 °C en juillet. Les records enregistrés sont de − 25 °C en hiver et +38 °C en été.
Le caractère rigoureux des hivers explique qu’une partie des habitants préfèrent passer ailleurs les mois d'hiver et que la population de la région diminue significativement pendant cette période.

## Histoire
L’occupation humaine des territoires de la Ratcha et de la Letchkhoumie est attestée depuis le néolithique, grâce aux découvertes archéologiques. Les pièces archéologiques les plus nombreuses proviennent cependant de l'âge du bronze, avec en particulier le « trésor de Tsaguéri » qui date des IXe et Xe siècles av. J.-C. La Ratcha recelait en effet des mines de cuivre dont l’exploitation est très ancienne, ce qui permettait aux artisans locaux de produire une grande variété d'armes, de la vaisselle, des statuettes en bronze. Ils exportaient leur production jusqu'en Phénicie et en Égypte.
La première mention de la Letchkhoumie dans des sources écrites remonte à l'historien byzantin Procope de Césarée qui écrivait au VIe siècle, sous le règne de l'empereur Justinien. La Letchkhoumie, qui appartenait alors au royaume de Colchide, est mentionnée dans ses chroniques sous le nom de Skvimnia (en géorgien სკვიმნია) ou Scymnia. On y frappait une monnaie d'argent, dont des exemplaires ont été retrouvés et figurent dans le trésor d’Oni. Son territoire fut par la suite dispersé entre plusieurs principautés.
Lors des invasions arabes de la fin du VIIe - début du VIIIe siècle, une partie de la population de Kartlie intérieure, fuyant devant les envahisseurs, se réfugia en Ratcha - Letchkhoumie et se mélangea à la population locale. Au Xe siècle: un nouveau duché apparut sur le territoire de la Ratcha. Fortement intégré au royaume unifié de Géorgie, le duché de Ratcha joua un rôle important dans la vie politique. Du Xe au XIIIe siècle, les ducs de Ratcha servirent fidèlement les rois de Géorgie. Le duché fut aboli au XIIIe siècle par le roi David VI Narin, avant d’être brièvement restauré au XIVe siècle lorsque le roi Georges V le Brillant reconstitua provisoirement un royaume unifié de Géorgie.
Après la dislocation de la Géorgie en petites principautés indépendantes, la Ratcha fut rattachée à l’Iméréthie et la Letchkhoumie à la Mingrélie. Les ducs de Ratcha ne cessèrent de combattre contre les rois d’Iméréthie pour obtenir l’indépendance de leur duché, mais n'y parvinrent qu'au début du XVIIIe siècle. En 1789, Salomon II d'Iméréthie abolit de nouveau et cette fois-ci définitivement le duché de Ratcha.
Sous l’Empire russe, Ratcha et Letchkhoumie devinrent des districts dépendant du gouvernement de Koutaïssi. Toute la Svanétie était alors rattachée au district de Letchkhoumie.
En 1991, un tremblement de terre d'intensité IX sur l'échelle échelle MSK a causé la mort de deux-cent-soixante-dix personnes et entraîné le déplacement de soixante-mille réfugiés. Les sites historiques, eux aussi très touchés, ont été restaurés depuis.

## Langues
Hors la langue géorgienne parlée dans toute la région, le svane -l'une des quatre langues kartvéliennes- est pratiqué en Basse Svanétie. Deux dialectes locaux sont également parlés, le letchkhoumouri (ლეჩხუმური) en Letchkhoumie et le ratchouli (რაჭული) en Ratcha.

## Démographie

### Évolution de la population (2011 à 2016)
Du 1er janvier 2011 au 1er janvier 2016, la population a diminué de 16 000 personnes. Si les surestimations administratives en sont une cause, la sous-estimation du phénomène de migration en est une autre : les mouvements de population des campagnes vers les villes (essentiellement  Tbilissi) et des villes vers l'étranger se poursuivent.
| Année | Urbaine | Rurale | Totale |
| 2011  | 9 100   | 38 200 | 47 300 |
| 2012  | 9 100   | 37 900 | 47 000 |
| 2013  | 9 100   | 37 200 | 46 300 |
| 2014  | 9 100   | 36 800 | 45 900 |
| 2015  | 7 000   | 25 000 | 32 000 |
| 2016  | 6 900   | 24 600 | 31 500 |

La région se place au dernier rang des régions géorgiennes quant au nombre d'habitants. Elle continue à se dépeupler, en raison de la faiblesse de la population en âge de se marier et d'avoir des enfants, et de l'émigration : les autorités centrales ont mis en place un plan stratégique de développement pour essayer de répondre à cette problématique.

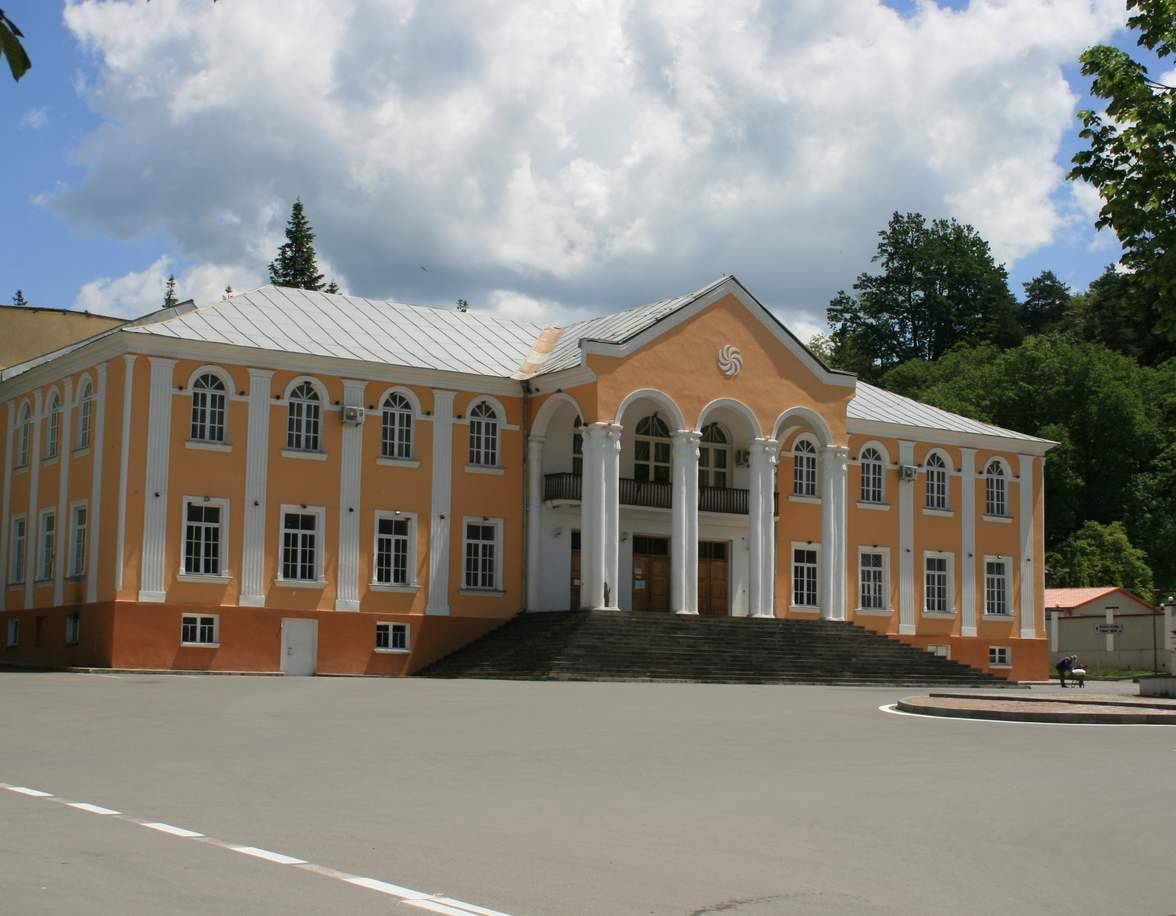
Musée des Beaux-Arts d’Ambrolaouri

### Répartition des groupes ethniques (2014)
| Groupe ethnique | Population | Population |
| --------------- | ---------- | ---------- |
| Géorgiens       | 31 977     | 99,65 %    |
| Russes          | 29         | 0,09 %     |
| Ossètes         | 28         | 0,09 %     |
| Ukrainiens      | 9          | 0,03 %     |
| Arméniens       | 9          | 0,03 %     |
| Autres          | 37         | 0,12 %     |
| Total           | 32 089     | 100 %      |

## Subdivisions administratives

Districts de la région (en géorgien)

La région est divisée en 4 districts:
- Ambrolaouri
- Oni, dont une partie se situe en Ossétie du Sud, territoire sécessionniste[Note 4]
- Tsagueri
- Lentekhi

Les districts d'Ambrolaouri et d'Oni correspondent grosso modo à la région historique du Ratcha, celui de Tsagueri à la région historique de Letchkhoumie, et celui de Lentekhi à la Basse Svanétie.
Selon la classification géorgienne, la région comprend trois villes, deux bourgs et deux-cent-cinquante-trois villages. Les villes d'Ambrolaouri et d'Oni ont été fortement endommagées par le tremblement de terre de 1991, elles ont été reconstruites depuis.
Plus de 80 % de la population vit dans les zones rurales.

## Tourisme

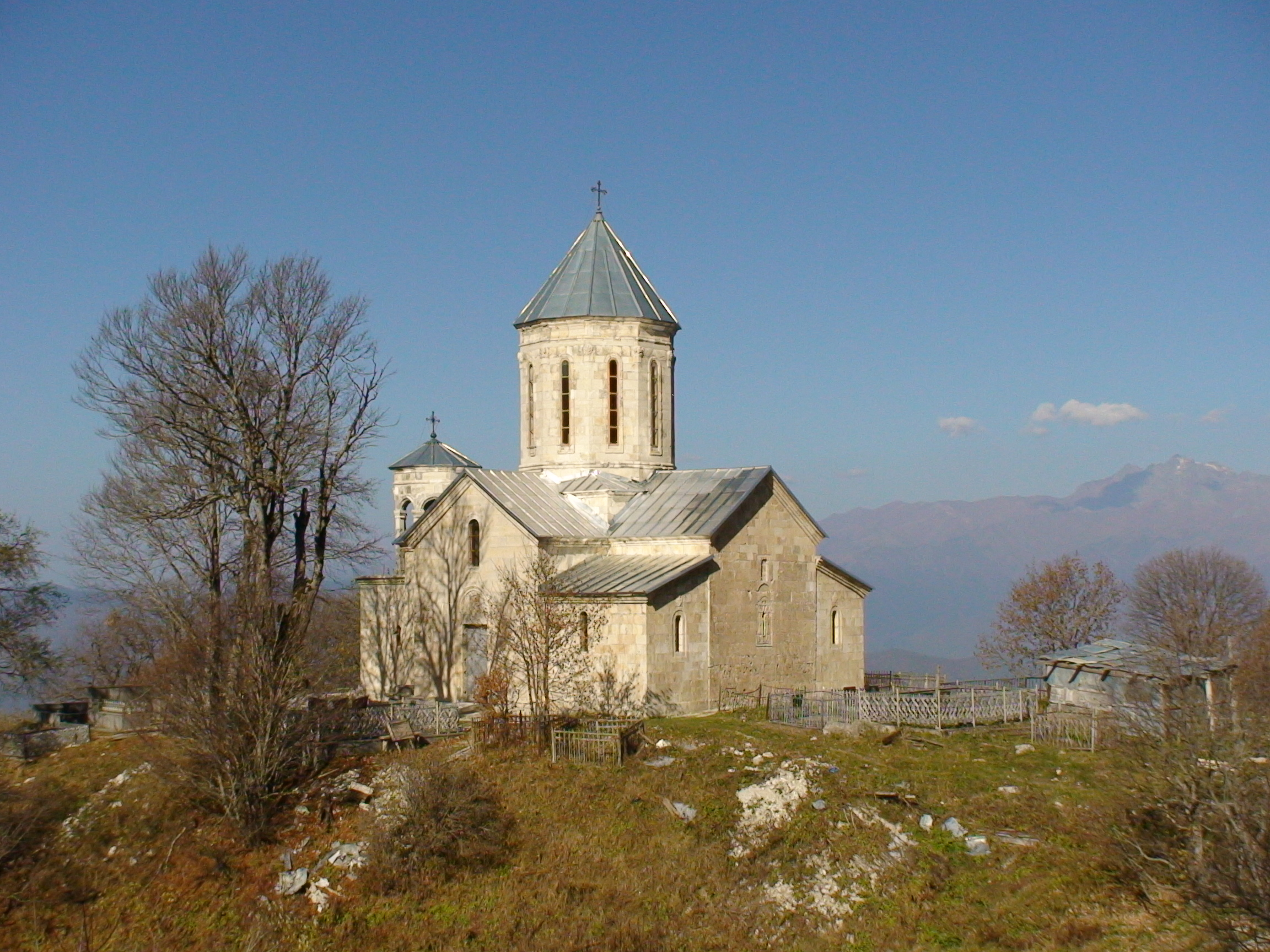
Cathédrale Saint-Georges de Mravaldzali

La région offre un patrimoine culturel important
- la cathédrale Saint-Nicolas de Nikortsminda du XIe siècle, à coupole, sculptures extérieures en façade, sculptures intérieures et fresques des XVIe et XVIIe siècles,
- l'église et la forteresse de Khotévi situés dans un village du XIe siècle, sur la route reliant l’Iméréthie à la Basse Ratcha, à rôle commercial ancien important,
- l'église de la Mère-de-Dieu de Barakoni du XVIIIe siècle, située dans le village de Tsési, non loin d’Ambrolaouri[Note 5],
- l'église Saint-Georges de Mravaldzali du XIe siècle, remaniée en 1894[Note 6],
- le monastère de la Mère-de-Dieu de Tchélichi du XIe siècle, dans les gorges de la rivière Charéoula[Note 7],

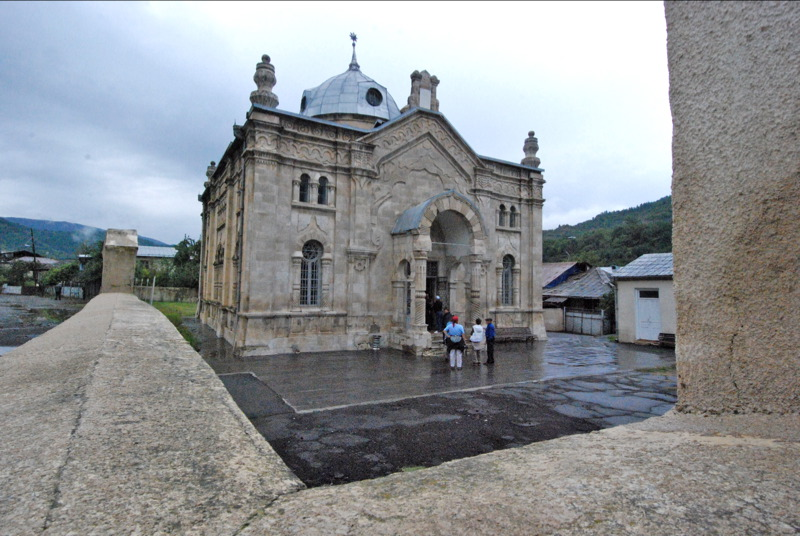
Synagogue d’Oni

- la synagogue d’Oni, édifiée en huit mois au cours de l’année 1895[Note 8],[8].

L'une des principales stations climatiques de la région est Chovi située à 1 500 m d’altitude dans un paysage de hauts sommets enneigés. Elle possède seize sources d'eaux minérales. La température moyenne y est de 16 °C en été et −6 °C en hiver. À l’époque soviétique, elle abritait une quinzaine de sanatoriums.

## Économie
La Ratcha-Letchkhoumie et Basse Svanétie est avant tout une région agricole. Les étés relativement chauds permettent la culture de la vigne, des arbres fruitiers et du thé dans les basses vallées, ainsi que du blé et des légumes secs jusqu'à700 m. Au-dessus, les cultures laissent la place aux pâturages et à l'élevage.
La Ratcha est la deuxième région viticole de Géorgie, derrière la Kakhétie. Sur les quelque six-cents cépages recensés en Géorgie, trois-cents sont présents en Ratcha-Letchkhoumie et Basse Svanétie. Plusieurs des crus qui y sont produits sont réputés dans toute la Géorgie et même au-delà, notamment le khvantchkara  (en géorgien, ხვანჭკარა).